# Reinhold Welkisch
Reinhold Welkisch (Lebensdaten unbekannt) war ein deutscher Fußballspieler.

## Karriere
Welkisch gehörte dem BTuFC Viktoria 89 an, für den er in der Saison 1910/11 in den vom Verband Berliner Ballspielvereine, in den Spielzeiten 1911/12 und 1912/13 in den vom Verband Brandenburgischer Ballspielvereine organisierten Berliner Meisterschaften, Punktspiele bestritt.
Während seiner Vereinszugehörigkeit spielte er als Torhüter und gewann zweimal die Berliner und einmal die Deutsche Meisterschaft. Durch die Erfolge nahm er mit seiner Mannschaft an drei Endrunden um die Deutsche Meisterschaft teil und bestritt insgesamt sechs Spiele. Sein Debüt gab er am 21. Mai 1911 in Hamburg beim 4:0-Sieg im Halbfinale über Holstein Kiel. Danach gewann er das am 4. Juni 1911 in Dresden ausgetragene Finale gegen den VfB Leipzig. Als Titelverteidiger bestritt er in der Folgesaison das Viertel- und Halbfinale, wie auch – als Berliner Meister – in der Saison 1912/13.
Seine einzige Saison außerhalb Berlins bestritt er für den Altonaer FC 93 in der vom Norddeutschen Fußball-Verband eingerichteten, auf Antrag von Holstein Kiel vorgeschlagenen Verbandsliga Norddeutschland mit den zehn stärksten Vereinen im Ligasystem. Diese gewann er mit seinem Verein mit einem Punkt vor Holstein Kiel und kam diesbezüglich am 3. Mai 1914 zu seinem letzten Endrundenspiel um die Deutsche Meisterschaft. Das in Essen ausgetragene Viertelfinale wurde mit 1:4 n. V. gegen den Duisburger SpV verloren.
1914 kehrte Welkisch nach Berlin zurück und spielte wieder für Viktoria 89. Er kam im Ersten Weltkrieg ums Leben.

## Erfolge
- Deutscher Meister 1911
- Norddeutscher Meister 1914
- Berliner Meister 1911, 1913